# Bernardino Vitale Bigi
Bernardino Vitale Bigi OFM (* 14. November 1884 in Ficulle, Königreich Italien; † 19. April 1930) war ein italienischer Ordensgeistlicher und römisch-katholischer Apostolischer Vikar von Cirenaica.

## Leben
Bernardino Vitale Bigi empfing am 13. Juni 1908 das Sakrament der Priesterweihe für die Ordensgemeinschaft der Franziskaner.
Mit der Gründung des Apostolischen Vikariats Cyrenaika aus Gebietsabtretungen des Apostolischen Vikariats Tripolitana durch Papst Pius XI. wurde Bernardino Vitale Bigi am 27. Januar 1927 zum Titularbischof von Anthedon und zum Apostolischen Vikar von Cirenaica ernannt. Die Bischofsweihe spendete ihm am 8. Mai 1927 der Apostolische Vikar von Libyen, Giacinto Tonizza OFM; Mitkonsekratoren waren der Bischof von Gozo, Michael Gonzi, und der Apostolische Vikar von Ägypten, Igino Nuti OFM.
Bischof Bernardino Vitale Bigi blieb bis zu seinem Tod am 19. April 1930 als Apostolischer Vikar von Cirenaica im Amt. Von März 1930 bis zu seinem Tod war er zudem Apostolischer Administrator des Apostolischen Vikariats Mogadischu, in dessen Kathedrale er zunächst auch beigesetzt wurde. Später wurden seine Gebeine in die Kirche Sant’Antonio di Padova in Mailand überführt.